# Robert Strijk
R.C.L. (Robert) Strijk (Leiden, 1965) is een Nederlands politicus van D66. Sinds 10 september 2024 is hij wethouder in Eindhoven.

## Achtergrond
Strijk studeerde economie aan de Universiteit van Amsterdam, waarna hij ging werken als docent economie aan het Vlietland College in Leiden. Van maart 1998 tot oktober 2002 was hij directeur van Sjartec, een badkamerspecialist in Leiden. Aansluitend was hij tot februari 2008 Centrummanager bij het Centrum Management Leiden, waarna hij van februari 2008 tot april 2010 directeur was van het landelijk bureau van D66.

## B&W
Op 20 april 2010 droeg de Leidse fractie van D66 Strijk voor als wethouder Financiën, Bereikbaarheid en Economie in het kader van de bestuursovereenkomst voor Leiden voor 2010 tot 2014. Na de gemeenteraadsverkiezingen in 2014 continueerde Strijk zijn wethouderschap, maar nu met de portefeuille Bereikbaarheid, Economie, Binnenstad en Cultuur. Na de verkiezingen in 2018 stelde Strijk niet zich niet weer beschikbaar en stopte zijn loopbaan als wethouder in Leiden.
Met ingang van 1 februari 2019 is hij benoemd tot waarnemend burgemeester van Zwijndrecht. Sinds juni 2019 is Hein van der Loo burgemeester van Zwijndrecht.
Op 5 juni 2019 werd Robert Strijk geïnstalleerd als gedeputeerde voor de provincie Utrecht met de portefeuille Financiën, Economie en Europa. Hij heeft daarmee gekozen zijn loopbaan te vervolgen op het niveau van provinciaal bestuur.
Op 10 september 2024 werd Robert Strijk geïnstalleerd als wethouder voor de gemeente Eindhoven met de portefeuille Hoger- en beroepsonderwijs, mobiliteit, binnenstad en Design District.